# Vàlvula de bola

Esquema. Vàlvula de bola.

Una  vàlvula de bola , coneguda també com de "esfera", és un mecanisme que serveix per a regular el flux d'un fluid canalitzat i es caracteritza pel fet que el mecanisme regulador situat a l'interior té forma d'esfera perforada.
S'obre mitjançant el gir de l'eix unit a l'esfera o  bola  perforada, de manera que permet el pas del fluid quan està alineada la perforació amb l'entrada i la sortida de la vàlvula. Quan la vàlvula està tancada, el forat estarà perpendicular a l'entrada i a la sortida. La posició de la maneta d'actuació indica l'estat de la vàlvula (oberta o tancada).
Aquest tipus de vàlvules no ofereixen una regulació tan precisa en ser de ¼ de volta. El seu avantatge és que la bola perforada permet la circulació directa en la posició oberta i talla el pas quan es gira la bola 90 ° i tanca el conducte.
Les vàlvules de bola manuals poden ser tancades ràpidament, el que pot produir un cop d'ariet. Per això i per evitar l'acció humana poden estar equipades amb un  actuador  ja sigui pneumàtic, hidràulic o motoritzat.
Atenent al nombre de connexions que té la vàlvula, pot ser de dues o tres vies.
Les vàlvules amb cos d'una sola peça són sempre de petita dimensió i pas reduït. Aquest tipus de construcció fa que la vàlvula tingui un preu reduït.
Les vàlvules amb cos de dues peces solen ser de pas estàndard. Aquest tipus de construcció permet la seva reparació.
Les vàlvules de tres peces permeten desmuntar fàcilment la  bola , el  seient  o l' arbre, ja que estan situats a la peça central. Això facilita la neteja de sediments i el canvi de les parts deteriorades sense haver de desmuntar els elements que connecten amb la vàlvula.

## Imatges

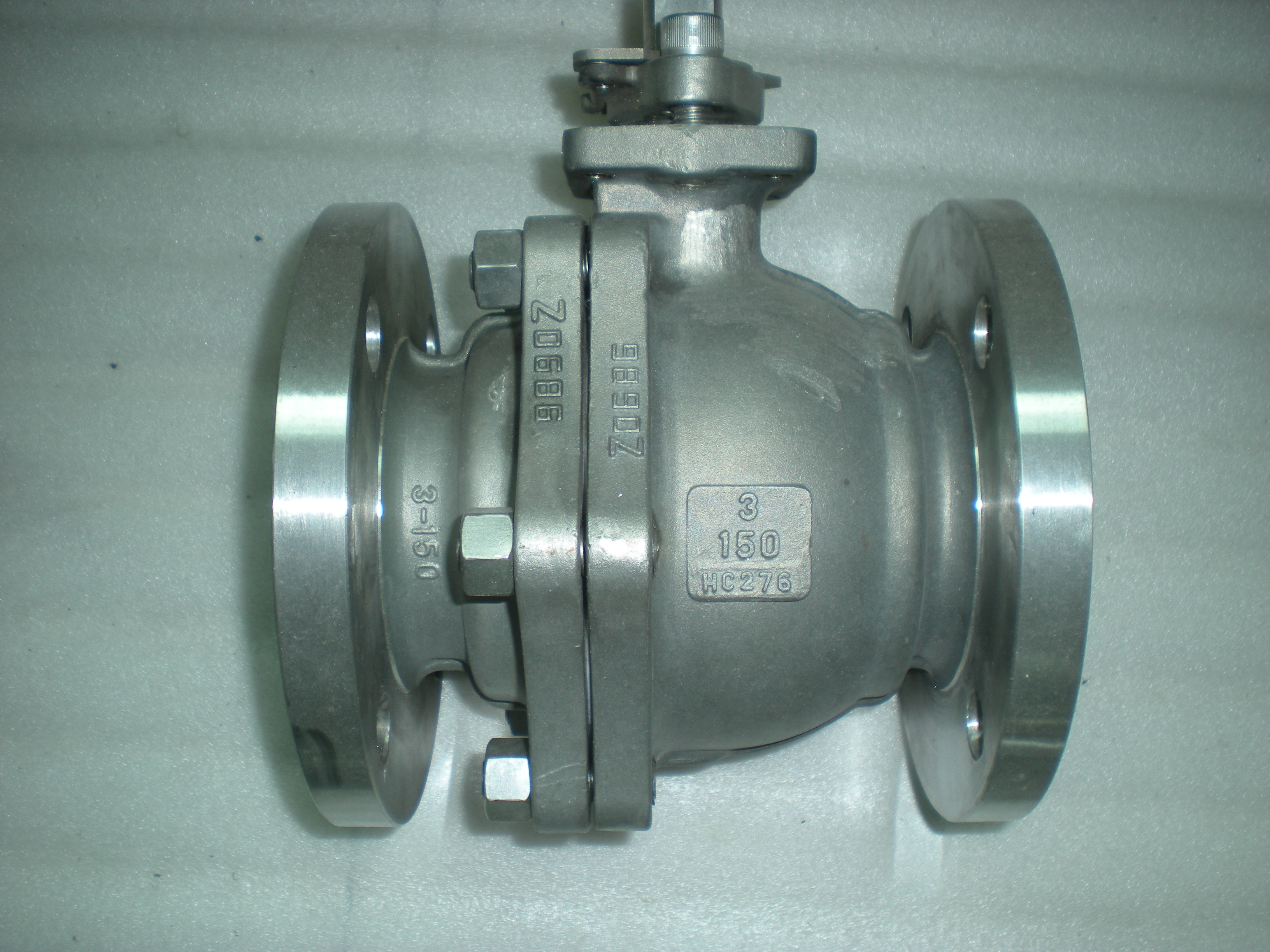
Vàlvula de bola Hastelloy
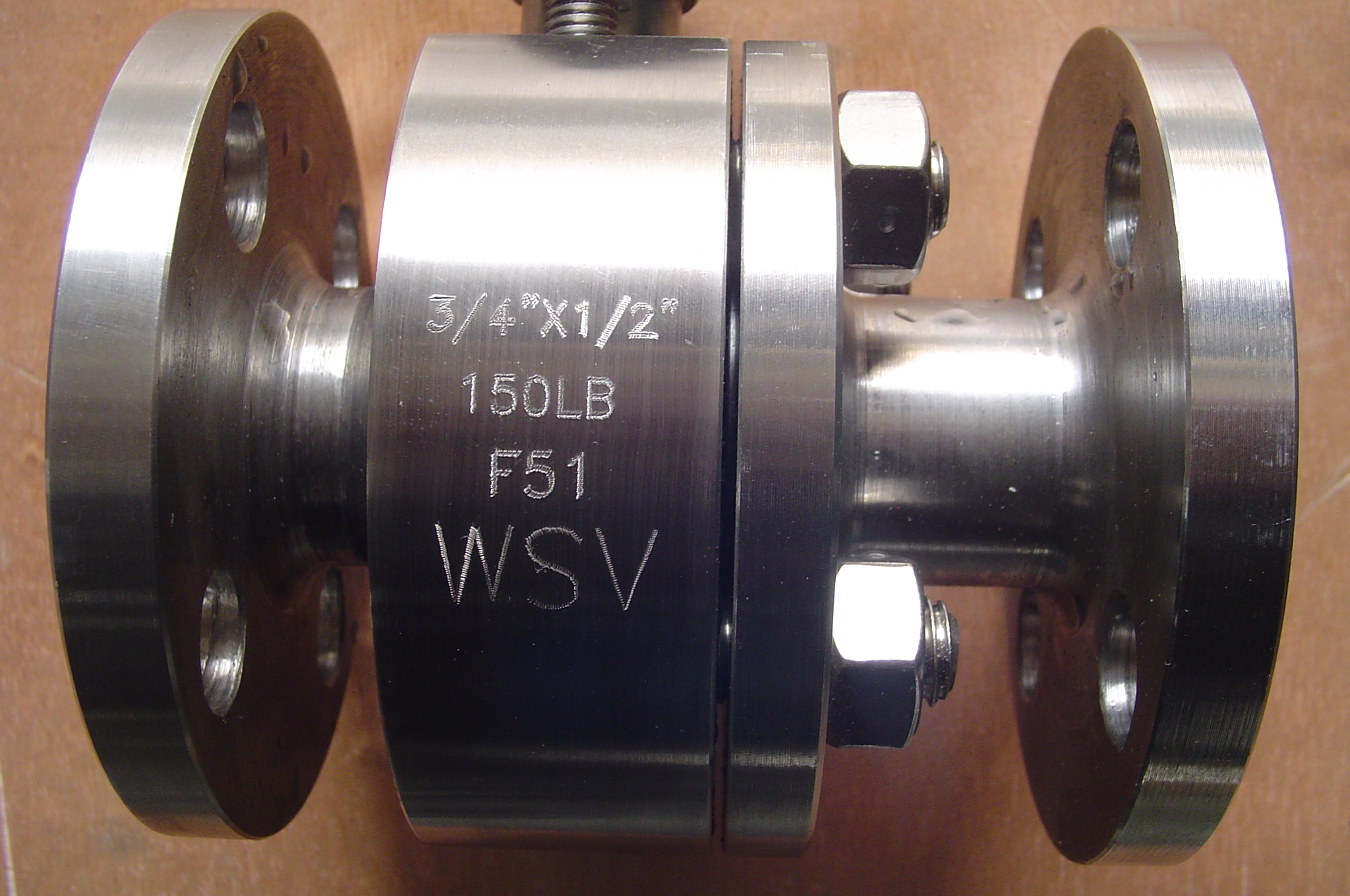
Vàlvula de bola dúplex
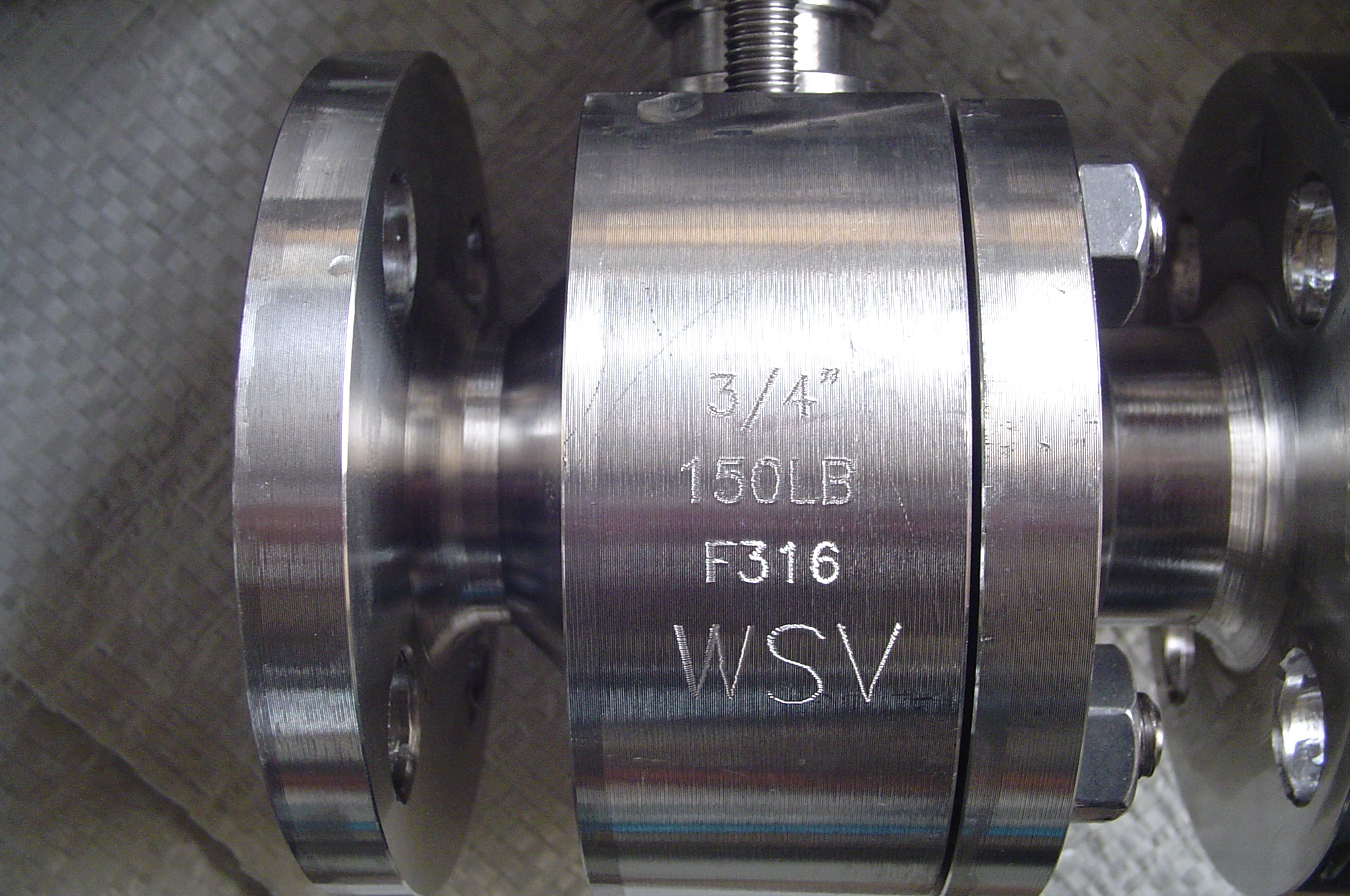
Vàlvula de bola d'acer inoxidable
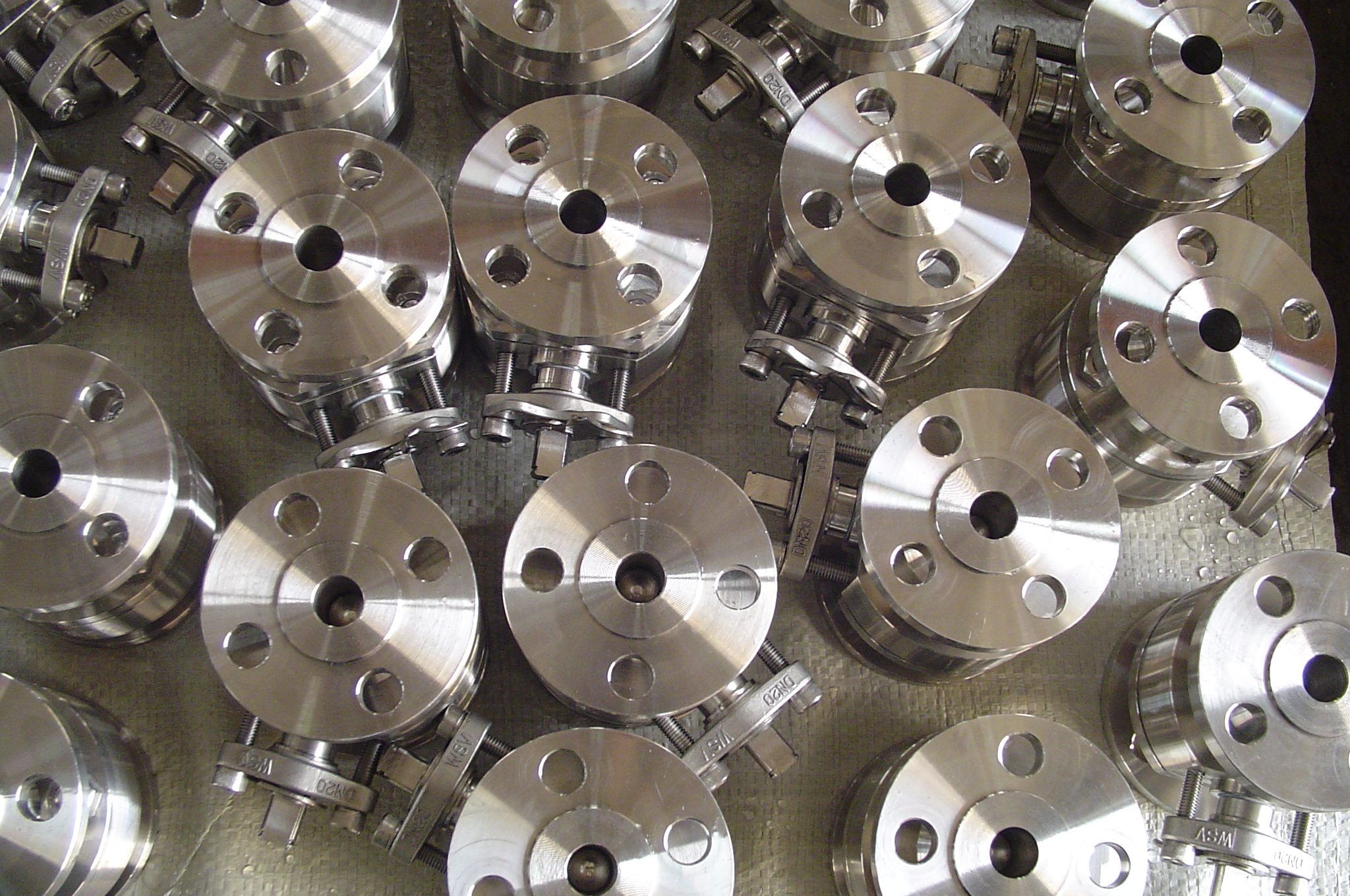
Vàlvules de bola dúplex
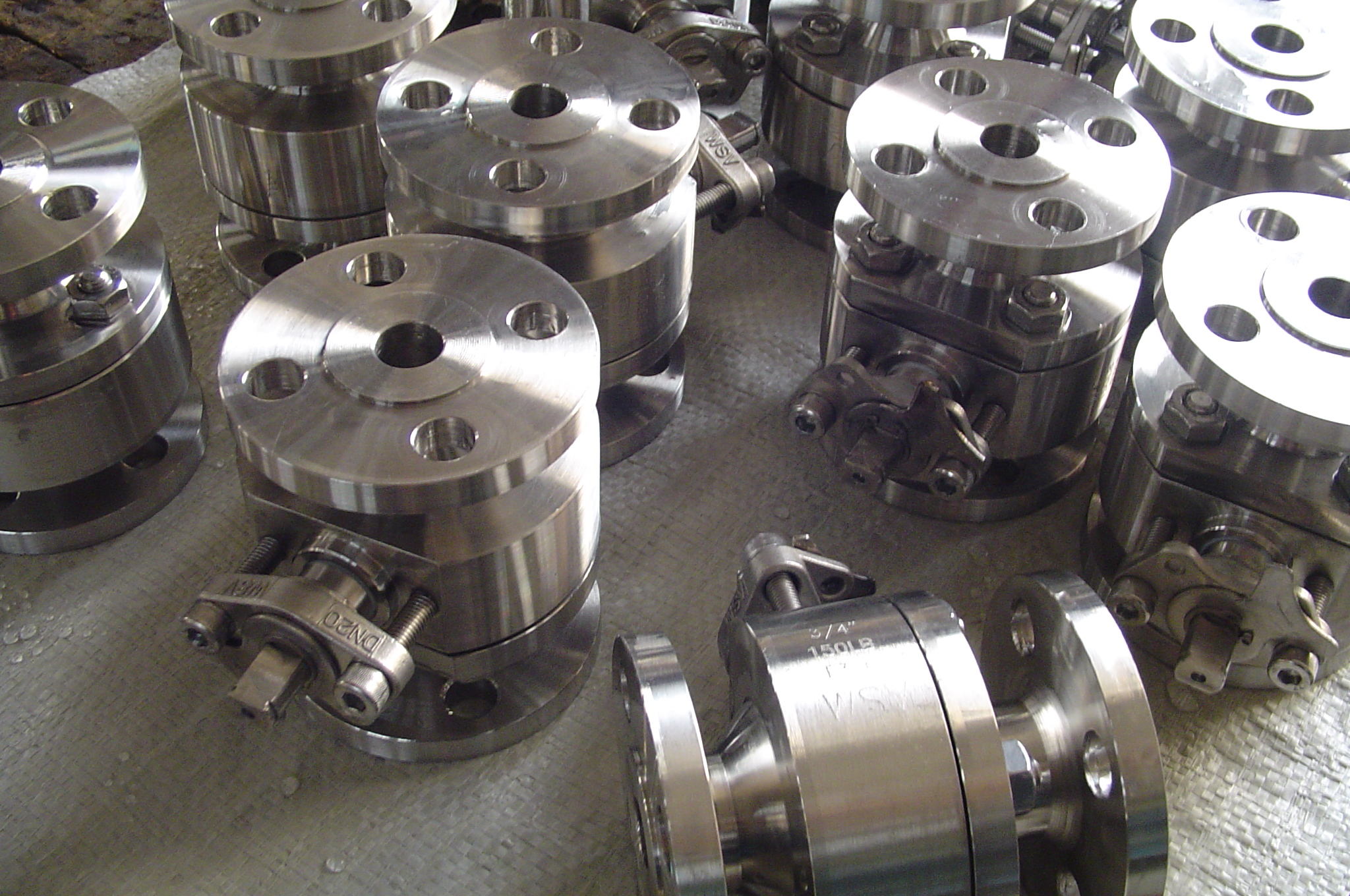
Vàlvula de bola super dúplex
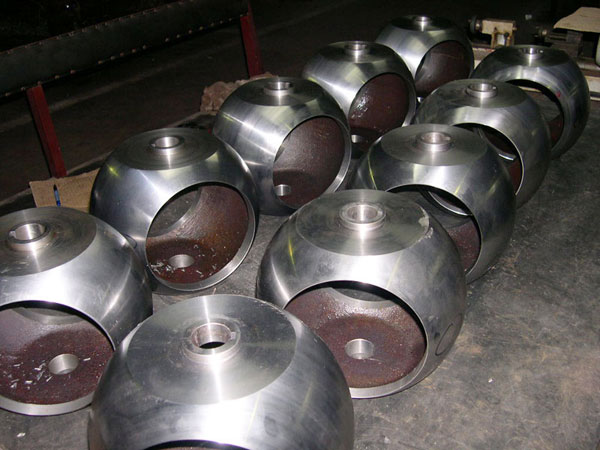
Boles per a vàlvules de bola
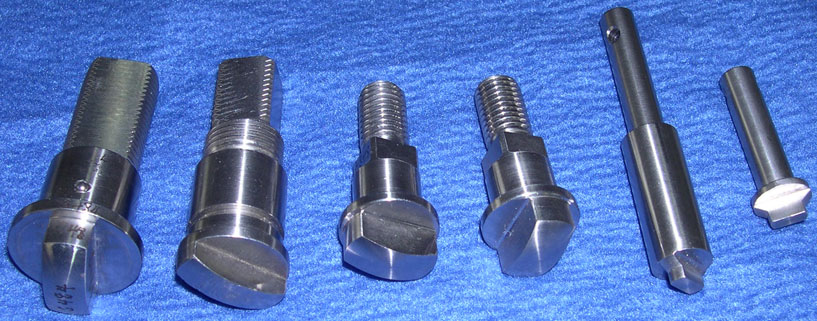
Perns per a vàlvules
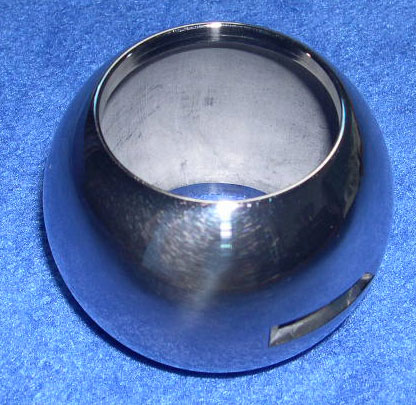
Bola d'una vàlvula de bola de titani
Esquema de vàlvules de tres vies en T i en L.